# Sid Ahmed Mahrez
Sid Ahmed Mahrez (en arabe : سيد أحمد محرز) est un footballeur international algérien né le 15 décembre 1970 à Boufarik dans la wilaya de Blida. Il évoluait au poste de gardien de but.

## Biographie

### En club
Sid Ahmed Mahrez joue principalement en faveur de la JS Kabylie, du CR Belouizdad et de l'OMR El Anasser.
Il remporte deux titres de champion d'Algérie avec l'équipe de Belouizdad.

### En équipe nationale
Sid Ahmed Mahrez reçoit trois sélections en équipe d'Algérie entre 1995 et 1998. Il joue son premier match en équipe nationale le 22 juillet 1995, contre la Tunisie (victoire 2-1). Il joue son dernier match le 26 novembre 1995, contre la Côte d'Ivoire (nul 0-0).
Il participe avec la sélection algérienne à la Coupe d'Afrique des nations 1998 organisée au Burkina Faso. Lors de cette compétition, il doit se contenter du banc des remplaçants. Le bilan de l'Algérie s'avère peu reluisant avec trois défaites en autant de matchs.

## Palmarès

### En club
CR Belouizdad
- Championnat d'Algérie (2) :
  - Champion : 2000 et 2001.
- Coupe de la Ligue (1)
  - Vainqueur : 2000.

 JS Kabylie
- Championnat d'Algérie :
  - Vice-champion : 1999

 WA Boufarik
- Championnat d'Algérie D2 :
  - Champion (Groupe Centre) : 1993

### Avec l'équipe d'Algérie
Le tableau suivant indique les rencontres de l'équipe d'Algérie dans lesquelles Sid Ahmed Mahrez a été sélectionné, depuis le 22 juillet 1995 jusqu'au 26 novembre 1995.